# Variété de pommes de terre

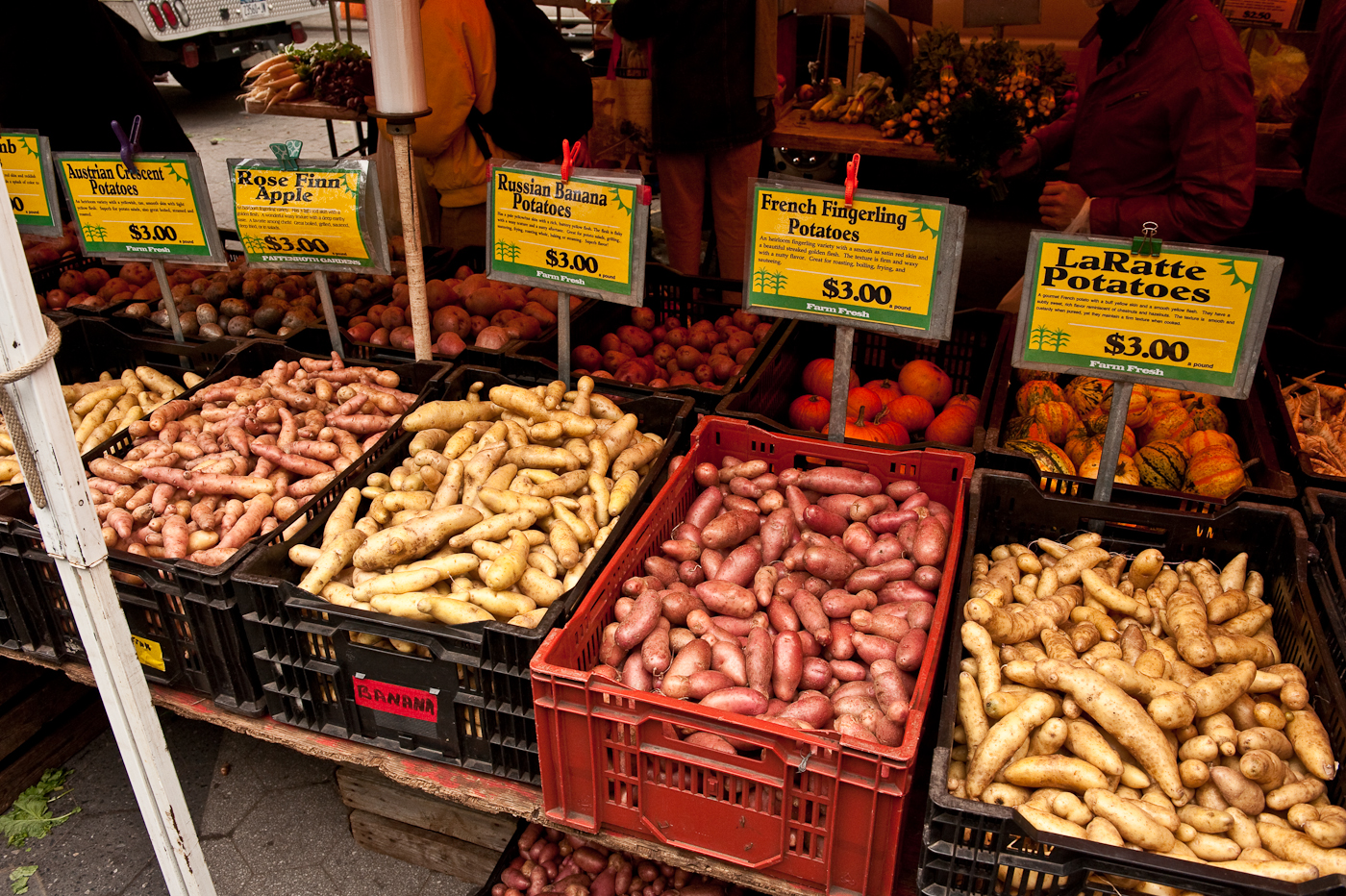
Variétés traditionnelles de pommes de terre au marché fermier d'Union Square, à Manhattan.

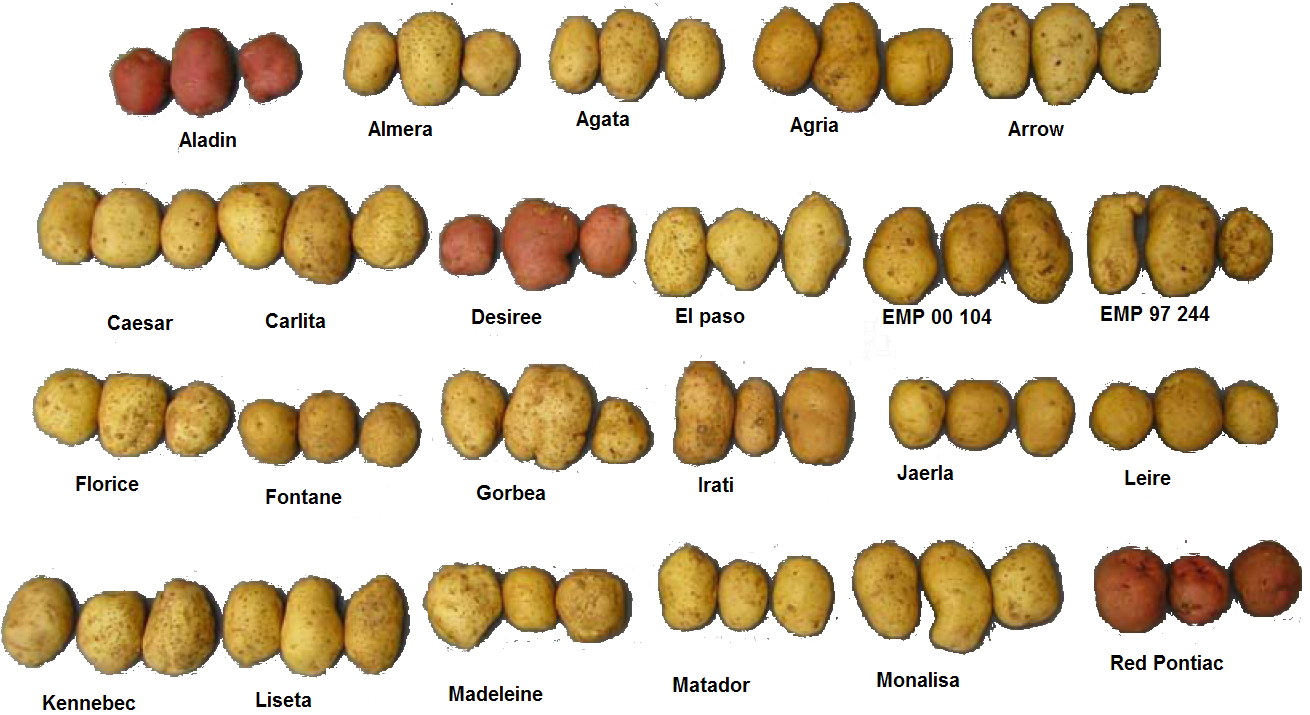
Tubercules de quelques cultivars modernes.

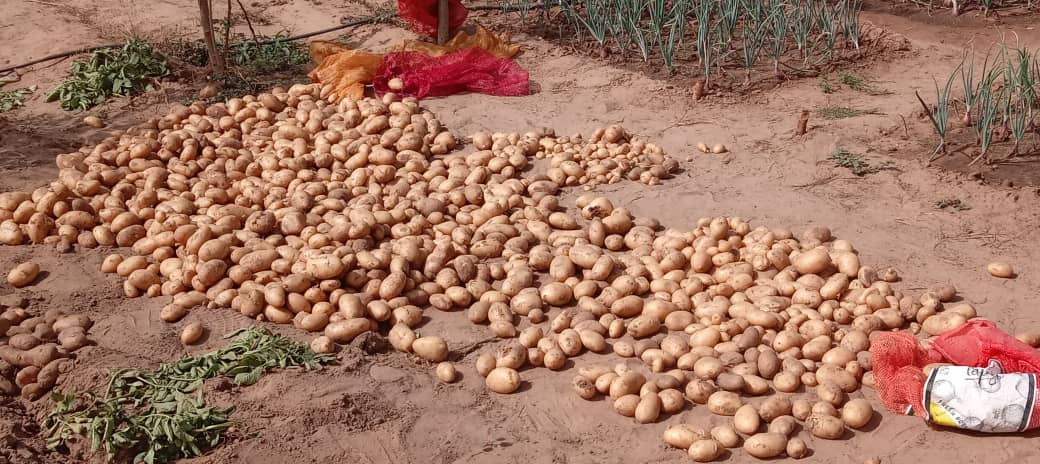
Récolte Pomme de terre à djissa aliou (senegal)

Les variétés de pommes de terre sont très nombreuses. On en connaît plusieurs milliers, plus de 10 000 selon certaines estimations (1 294 inscrites au catalogue communautaire européen et 192 au catalogue officiel français, chiffres 2010), qui se répartissent en deux groupes. D'une part les cultivars modernes, répandus dans tous les pays du monde où la pomme de terre est cultivée, et qui dérivent des tubercules introduits en Europe vers la fin du XVIe siècle. Ils sont classés dans la sous-espèce Solanum tuberosum subsp. tuberosum. D'autre part, les variétés indigènes d'Amérique du Sud, appelées localement « papas nativas », qui ne sont pratiquement pas cultivées en dehors de leur aire d'origine. Elles sont classées principalement dans la sous-espèce Solanum tuberosum subsp. andigenum, mais aussi pour certaines dans des espèces apparentées cultivées seulement dans les hauts-plateaux andins, notamment les pommes de terre amères.
Les cultivars modernes, dont le nombre est considérable, de l'ordre de 5 000, peuvent être classés en grandes catégories selon leur utilisation finale : pomme de terre féculières (industrie de l'extraction de l'amidon), pomme de terre fourragères (alimentation animale) et pommes de terre de consommation (consommation directe et industrie de transformation : surgelés, produits déshydratés, conserves...). Les pommes de terre de consommation sont généralement subdivisés en trois grands groupes en fonction de leur taux de matière sèche et de leur teneur en amidon (les deux taux étant corrélés), ce qui leur donne des aptitudes culinaires différentes : les pommes de terre à chair ferme, les plus aqueuses, se délitant peu à la cuisson, les pommes de terre de consommation proprement dites (les plus polyvalentes) et les pommes de terre farineuses (les plus riches en amidon).
La variété 'Kexin 1', obtention chinoise, est la plus plantée au monde, avec plus de 900 000 hectares en 2007.

## Histoire

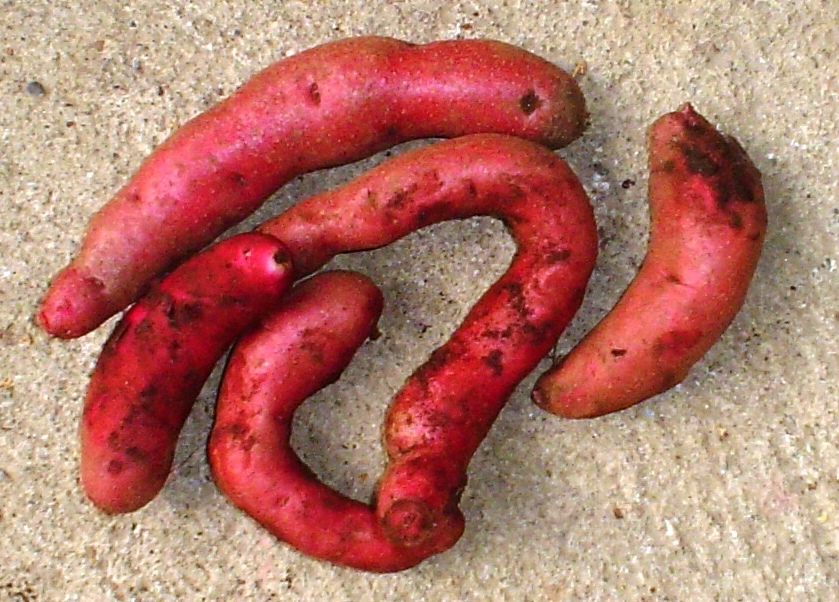
Michuñe, variété indigène du Chili.

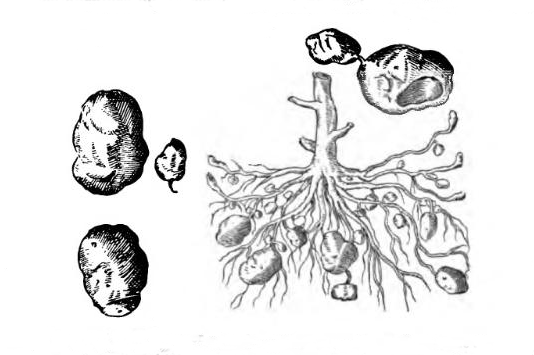
Tubercules, stolons et racines de la pomme de terre, gravure sur bois, Rariorum Plantarum Historia, Clusius (1601).

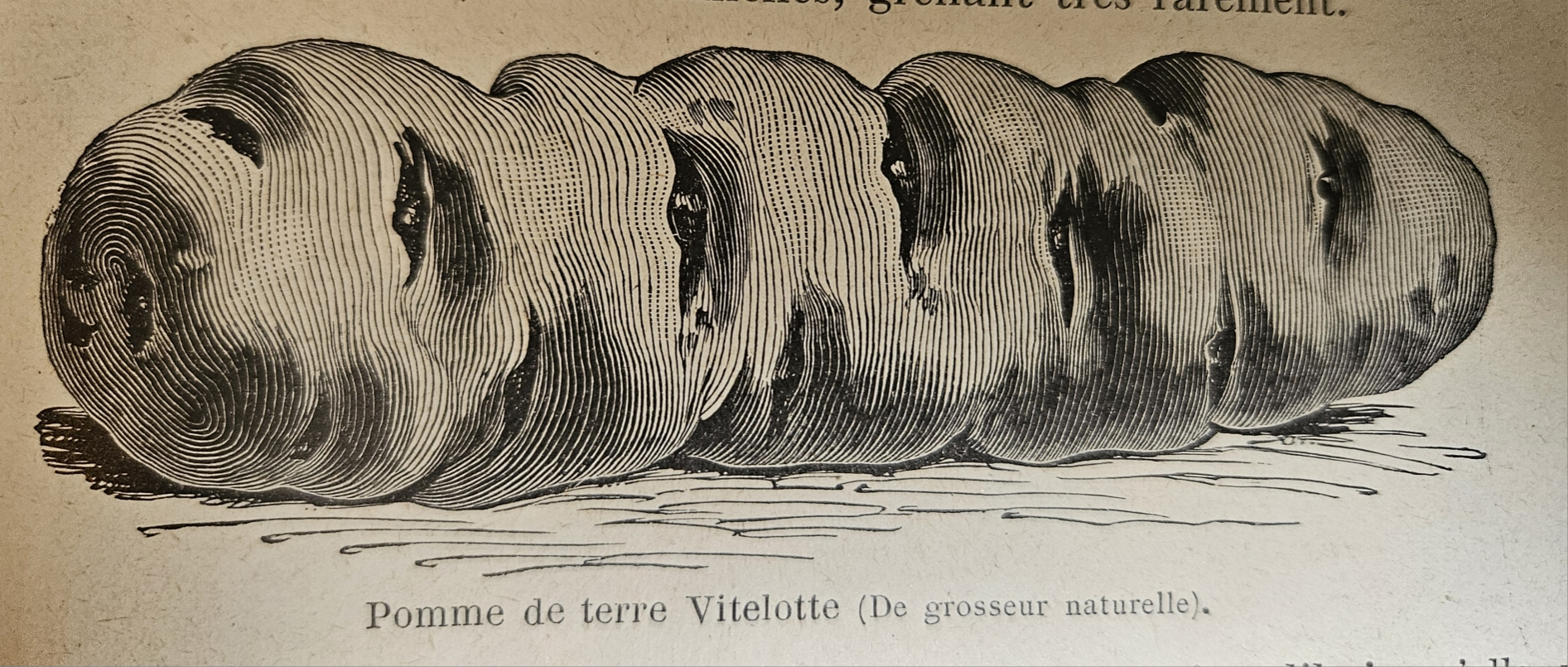
Illustration de pomme de terre vitelotte dans Vilmorin 1925

Quand la pomme de terre fut introduite en Europe, vers la fin du XVIe siècle, deux variétés différentes ont été décrites par les botanistes de l'époque, l'une sur le continent, à tubercules rougeâtres, arrivée en Espagne vers 1570, l'autre, à tubercules jaunâtres, arrivée en Angleterre vers 1580. Elles étaient, selon Ernest Roze (Histoire de la pomme de terre, 1898), originaires du Pérou. Tout au long du XVIIe siècle, ce furent les seules variétés connues en Europe.
En 1750 encore, De Combles, agronome français, dans son École du potager (1re édition) décrit la pomme de terre sous le nom de « truffe » indiquant qu'il en existe deux « espèces », l'une rouge et l'autre blanche tirant sur le jaune, plus appréciée car moins âcre.. 
Vers la fin du XVIIIe siècle, le nombre de variétés citées est encore modeste. En 1771, l'agronome suisse, Samuel Engel, en cite dix sur une quarantaine recensées dans le Supplément à l'Encyclopédie. 
En 1789, dans son Traité sur la culture et les usages des pommes de terre, de la patate, et du topinambour, Antoine Parmentier recense douze variétés de pomme de terre qu'il distingue principalement par la couleur et la forme des tubercules. L'une des plus répandues est la Blanche-longue ou Blanche irlandoise. Certains auteurs de cette époque distinguaient jusqu'à 60 variétés cultivées, souvent désignées seulement par leur lieu de culture. Parmentier conteste ce chiffre, précisant qu'il serait « bien plus naturel, & en même temps plus simple, de les décrire d'après le port de la plante, la forme, le volume & la couleur de ses tubercules ». Il admet cependant que le chiffre de douze ne saurait être exhaustif, car « il est même presque impossible d'en déterminer le nombre & les qualités, puisque la voie des semis & un concours d'autres circonstances suffisent pour en constituer de nouvelles... ».
En 1813, Dunal, dans son Histoire naturelle, médicale et économique des Solanum décrit les six variétés de cette espèce principalement cultivées à cette époque : la 'Blanche longue' ou 'Blanche irlandaise', la 'Grosse blanche tachée de rouge' la 'Pomme de terre à vaches', la 'Rouge longue' ou 'Pomme de terre rouge', la 'Jaunâtre ronde', la 'Violette hollandaise' et la 'Petite Chinoise' ou 'Sucrée de Hanovre'.
Dans le Traité élémentaire d'agriculture de  Jean Pierre Louis Girardin et Alphonse du Breuil, paru à Paris en 1863, plus de 200 variétés de pommes de terre sont recensées. Une classification est proposée qui les range en trois classes selon la forme et la couleur des tubercules : les « Patraques ou Rondes », les « Parmentières ou Cylindriques aplaties » et les « Vittelottes ou Cylindriques ».
Le Catalogue méthodique et synonymique des principales variétés de Pommes de terre publié par Charles Henry Philippe Levêque de Vilmorin en 1886 contenait 630 variétés et marquait un renouvellement important des variétés cultivées, les deux tiers de celles qui composaient la collection avant 1845, année d'apparition du mildiou, avaient disparu.
Au lendemain de la Seconde Guerre mondiale, l'Allemand Hans Siebeneick, reprenant les travaux de Van Rathleff-Halle, publie en 1956 un catalogue universel dans lequel il décrit 1 900 variétés de pommes de terre.
L'édition 2009/2010 du World Catalogue of Potato Varieties (catalogue mondial des variétés de pomme de terre) publiée sous l'égide du centre international de la pomme de terre (CIP) contient plus de 4 500 variétés cultivées dans cent pays différents, auxquelles s'ajoutent la description d'environ 1 900 accessions de pommes de terre sauvages maintenues par la banque de gènes du CIP.

## Différentes catégories
On distingue les variétés selon différents critères :
- Les pommes de terre précoces, ou primeurs (variétés île de Ré, bonnotte de Noirmoutier, ratte), cultivées en France dans les régions à hiver doux, notamment les côtes de Bretagne et d'Aquitaine ou le littoral méditerranéen. Plantées en hiver, elles sont récoltées trois mois plus tard, souvent avant d'avoir atteint leur maturité (pommes de terre dites « nouvelles », dont la peau n'est pas encore entièrement formée).

- Les pommes de terre de conservation, ou tardives, plantées en avril-mai, récoltées quatre ou cinq mois plus tard, produites un peu partout en France, notamment dans les Hauts de France, la Normandie et les départements de la Marne, de l'Eure et du Loiret[11]. Pour éviter leur germination, elles doivent être stockées dans un bâtiment isolé et bien ventilé, de façon à maintenir une température de 4,5 °C pour les variétés à chair ferme et 7,5 °C pour les variétés à frire. Depuis l’interdiction du chlorprophame (appelé aussi CIPC), des solutions alternatives ont été homologuées en France[12] : l’hydrazide maléique, l’huile de menthe, l’éthylène et le 1,4 diméthylnaphtalène. La Commission européenne a fixé la LMR-t du chlorprophame à 0,4 mg/kg[13]. Elle entrera en vigueur à partir du 2 septembre 2021.

- la consistance de la chair :
  - pommes de terre à grain fin, à chair ferme, de forme généralement oblongue, qui tiennent bien à la cuisson et sont appréciées pour leurs qualités gustatives (exemple : Charlotte, ratte, Amandine, Pompadour);
  - pommes de terre à grain moins fin, plus riches en fécule, dont la variété la plus connue est la Bintje. Ces pommes de terre sont utilisées pour la confection de purées ou de frites, et pour la fabrication des produits transformés (chips, croquettes, frites surgelées, etc.)

- les atouts marketing, on y trouve :
  - les pommes de terre à peaux colorées (Roseval, Vitelotte, pomme de terre Dalida, Bleue d'Auvergne...),
  - les toutes colorées (chair et peau) (Bleue d'Artois, Rouge des Flandres...),
  - les anciennes (Bintje, Belle de Fontenay, Ratte),
  - et les nouvelles (Anoé, Chérie, Pompadour, Charlotte, Juliette).

Une bonne partie de la production est destinée à la féculerie. On utilise pour cela les variétés les plus riches en fécule, en principe des pommes de terre tardives, la plus connue étant 'Kaptah Vandel', d'origine danoise.

## Identification des variétés

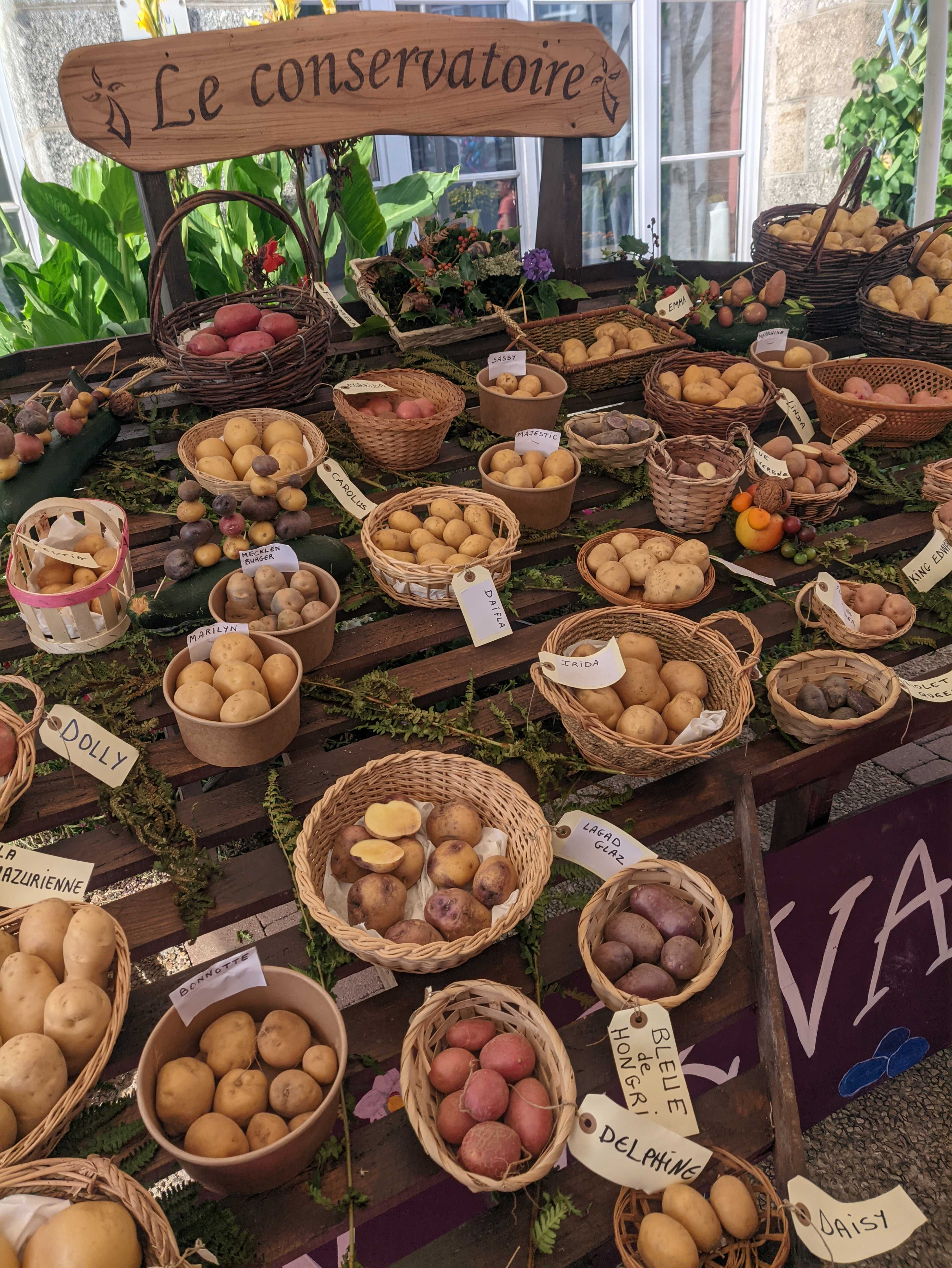
variété de pommes de terre en France

Les chercheurs ont établi des listes de descripteurs qui permettent de classer les variétés, notamment pour leur inscription dans les catalogues officiels qui est subordonnée à un examen DHS (distinction, homogénéité, stabilité). Ces descripteurs portent essentiellement sur des caractères morphologiques de l'appareil végétatif et des tubercules, en particulier des germes. Ainsi l'Union pour la protection des obtentions végétales (UPOV) a établi un guide pour l'examen des nouvelles variétés de pommes de terre qui comprend 50 caractéristiques dont 12 concernant les germes, les autres concernant le port de la plante, la taille et la forme des feuilles, les caractères des fleurs et des tubercules. Ce procédé présente toutefois l'inconvénient de manquer de précision, du fait du temps nécessaire pour évaluer certains caractères phénotypiques à différents stades de végétation, de la difficulté de les évaluer visuellement, et de l'influence possible de facteurs d'environnement.
Compte tenu de l'augmentation continue du nombre de cultivars, des méthodes plus précises, et plus rapides que l'observation des germes et d'autres caractères phénotypiques, sont recherchées. Elles recourent à diverses méthodes d'analyses, telles que la séparation par électrophorèse des protéines solubles des tubercules,, ou la recherche d'empreintes génétiques, obtenues par amplification en chaîne par polymérase (PCR) de l'ADN de microsatellites. Cette dernière méthode ne permet toutefois pas de distinguer les cultivars obtenus par mutation somatique, ni les variétés transgéniques.

## Aptitudes culinaires
En Europe, un classement des variétés de pomme de terre en fonction de leur aptitude culinaire a été établi, dans les années 1950, sous l'égide de l'Association européenne pour la recherche sur la pomme de terre (EAPR). Ce classement, qui avait pour but d'unifier l'appréciation de la qualité culinaire en dépit de préférences différentes selon les pays, comprend quatre types : A, B, C et D, parfois assortis de types intermédiaires, A-B, B-A, B-C, C-B, etc. Ce classement tient compte de facteurs explicatifs de la texture, qui sont le comportement à la cuisson (degré de délitement), consistance de la chair (fermeté), humidité, granulosité et  farinosité,,.
Ce classement est fortement corrélé avec le taux de matière sèche des tubercules, celui-ci variant de 17-19 % pour le type A à 20-23 % pour le type C.

### Exemples d'utilisations culinaires
- Salade de pomme de terre : Belle de Fontenay, Yukon Gold, Nicola, Linzer Delikatess, Charlotte, Ratte, Roseval
- Pomme vapeur : Belle de Fontenay, Yukon Gold, BF 15, Linzer Delikatess, Charlotte, Nicola, Ratte, Roseval
- Pomme de terre en papillote : Bintje, Estima, Agata, Yukon Gold, Nicola, Monalisa
- Pomme de terre frites : Bintje, Estima, Yukon Gold, Nicola, Manon, Agria, Obama, Sirco
- Purée de pommes de terre : Bintje, Nicola, Yukon Gold, Estima
- Soupe à base de pomme de terre : Bintje, Nicola, Estima, Manon
- Pomme de terre mijotées : Belle de Fontenay, Yukon Gold, Charlotte, Ratte, Estima, Agata, Nicola, Monalisa
- Pomme de terre farcie : Bintje, Agata, Yukon Gold, Nicola, Monalisa
- Pomme au four : Belle de Fontenay, BF 15, Yukon Gold, Nicola, Charlotte, Ratte
- Gratin de pommes de terre : BF 15, Nicola, Roseval, Yukon Gold, Agata, Nicola, Monalisa
- Pomme de terre rissolée : Yukon Gold, Linzer Delikatess, Belle de Fontenay, BF 15, Nicola, Charlotte, Ratte, Manon.

## Catalogues et bases de données
Les pays producteurs de pommes de terre établissent des listes nationales des variétés officiellement agréées. Dans ces listes seules sont admises les variétés qui sont distinctes, stables et suffisamment homogènes (test DHS) et qui ont une valeur culturale et d'utilisation satisfaisante (test VAT). Seules les semences, ou plants, des variétés inscrites dans ces listes peuvent être commercialisées. 
Le catalogue officiel français compte, près de 220 variétés. Le catalogue officiel de l'Union européenne, régi par la directive 2002/53/CE du Conseil du 13 juin 2002, est constitué par la consolidation des listes nationales des pays membres. Il compte près de 1700 variétés de pommes de terre. Celles-ci peuvent être librement commercialisées dans tous les pays membres. 
La base de données européenne des pommes de terre cultivées (ECPD, European Cultivated Potato Database) est une base de données collaborative en ligne, maintenue par la Scottish Agricultural Science Agency, qui donne les caractéristiques des variétés de pommes de terre cultivées en Europe. Elle s'inscrit dans le cadre du European Cooperative Programme for Crop Genetic Resources Networks (ECP/GR) qui est organisé par l'International Plant Genetic Resources Institute (IPGRI).

### Variétés traditionnelles

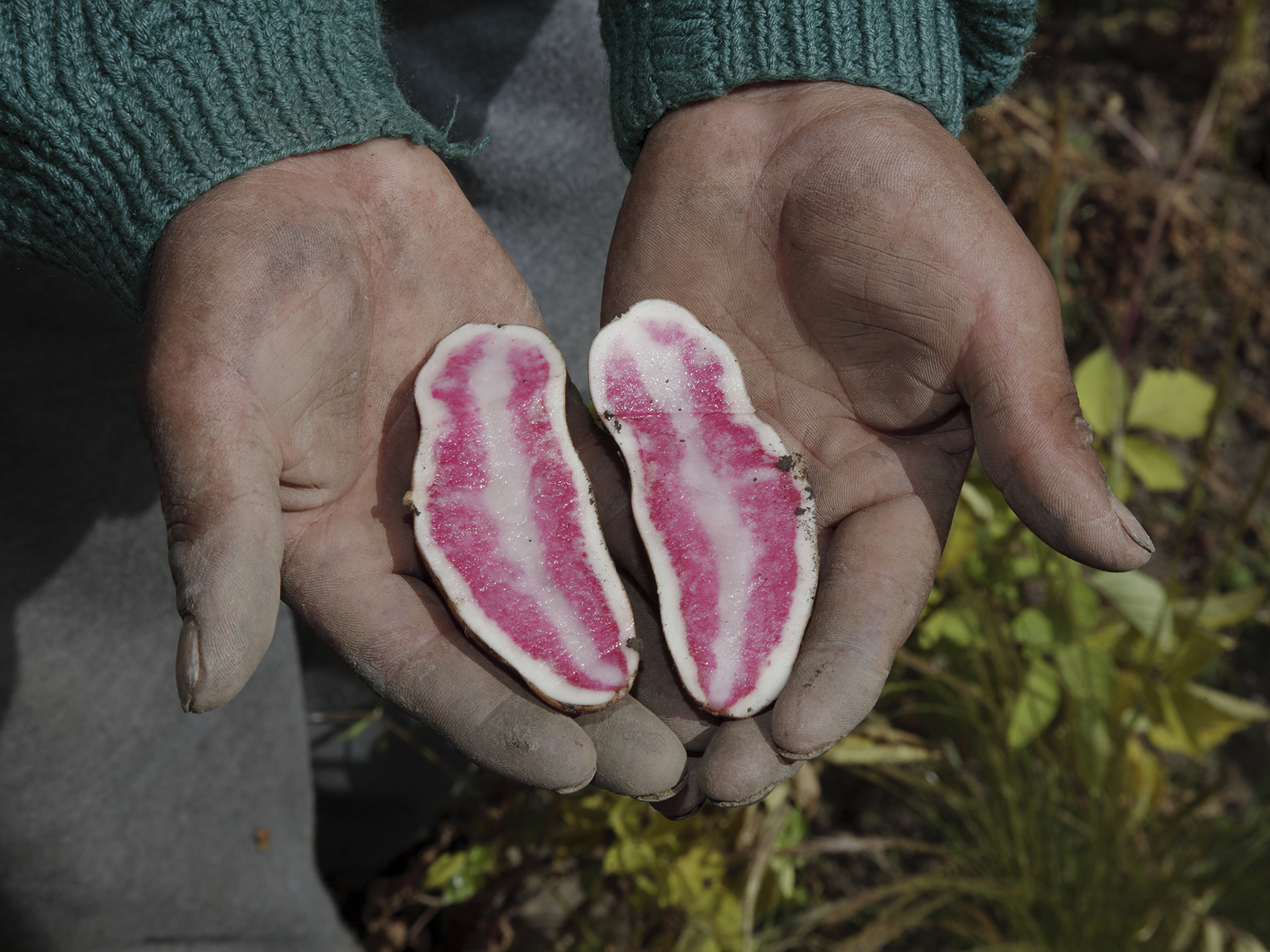
Pomme de terre papa andina, variété corte à chair colorée. Sur les hauts plateaux andins à Andahuaylas, Pérou.

## Variétés européennes et nord-américaines

### Principales variétés modernes
| Variétés         | Pays d'origine | Année | Type | Observations                                                  |
| ---------------- | -------------- | ----- | --- | ------------------------------------------------------------- |
| 'Agata'          | Pays-Bas       | 1990  | consommation (cf http://plantdepommedeterre.org/index/fiches-descriptives-des-varietes-de-pomme-de-terre/agata)    |                                                               |
| 'Bintje'         | Pays-Bas       | 1910  | consommation |                                                               |
| 'Charlotte'      | France         | 1961  | chair ferme |                                                               |
| 'Désirée'        | Pays-Bas       | 1962  | consommation |                                                               |
| 'Kennebec'       | États-Unis     | 1948  | consommation |                                                               |
| 'Monalisa'       | Pays-Bas       | 1982  | consommation (cf http://plantdepommedeterre.org/index/fiches-descriptives-des-varietes-de-pomme-de-terre/monalisa) |                                                               |
| Nicola           | Allemagne      | 1973  | consommation |                                                               |
| 'Russet Burbank' | États-Unis     |       | consommation | employée pour préparer les frites dans la restauration rapide |
| 'Yukon Gold'     | Canada         | 1980  | consommation | à chair jaune                                                 |

## Variétés traditionnelles d'Amérique du Sud

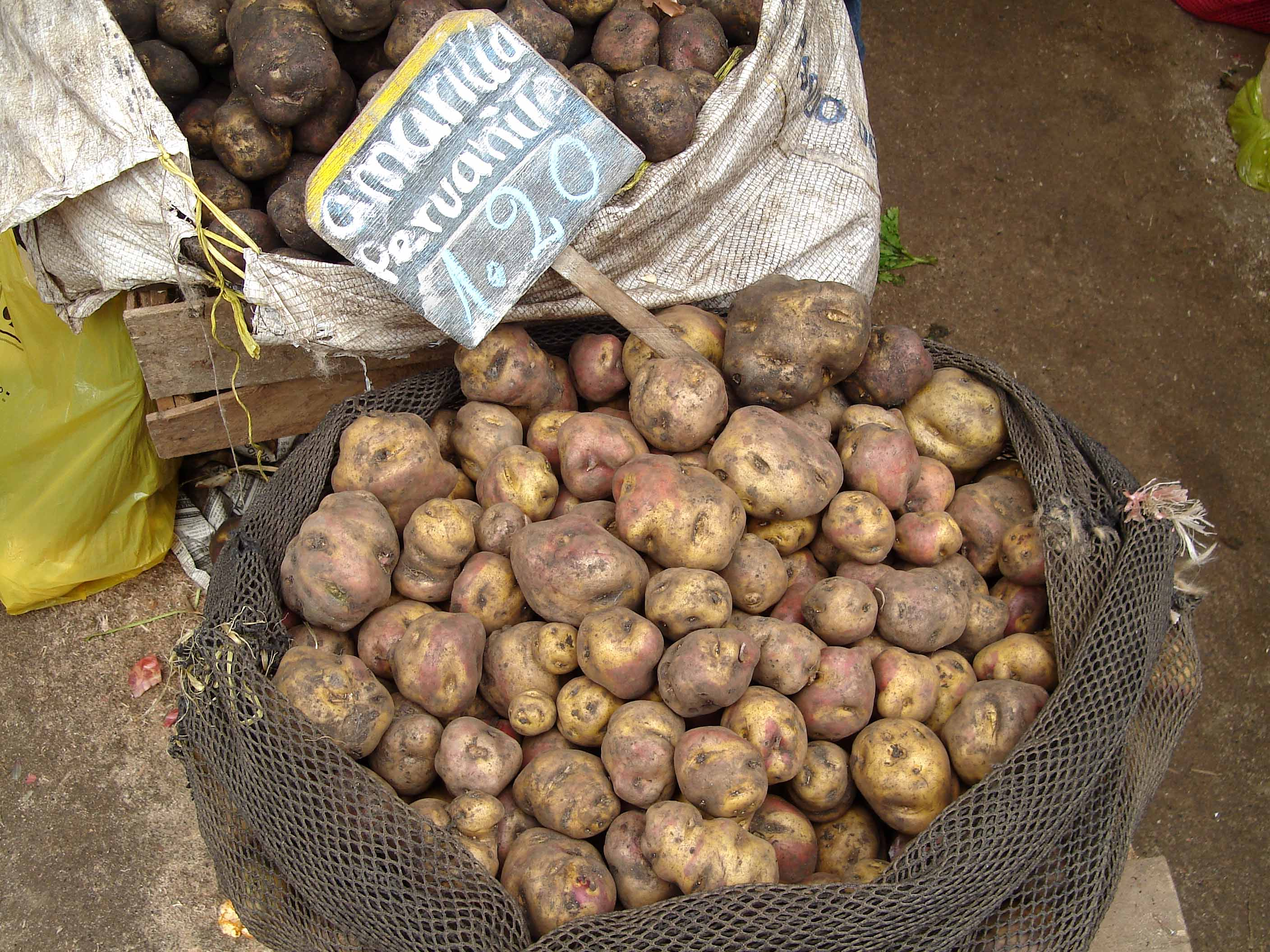
Pommes de terre Amarilla peruanita au (Pérou).

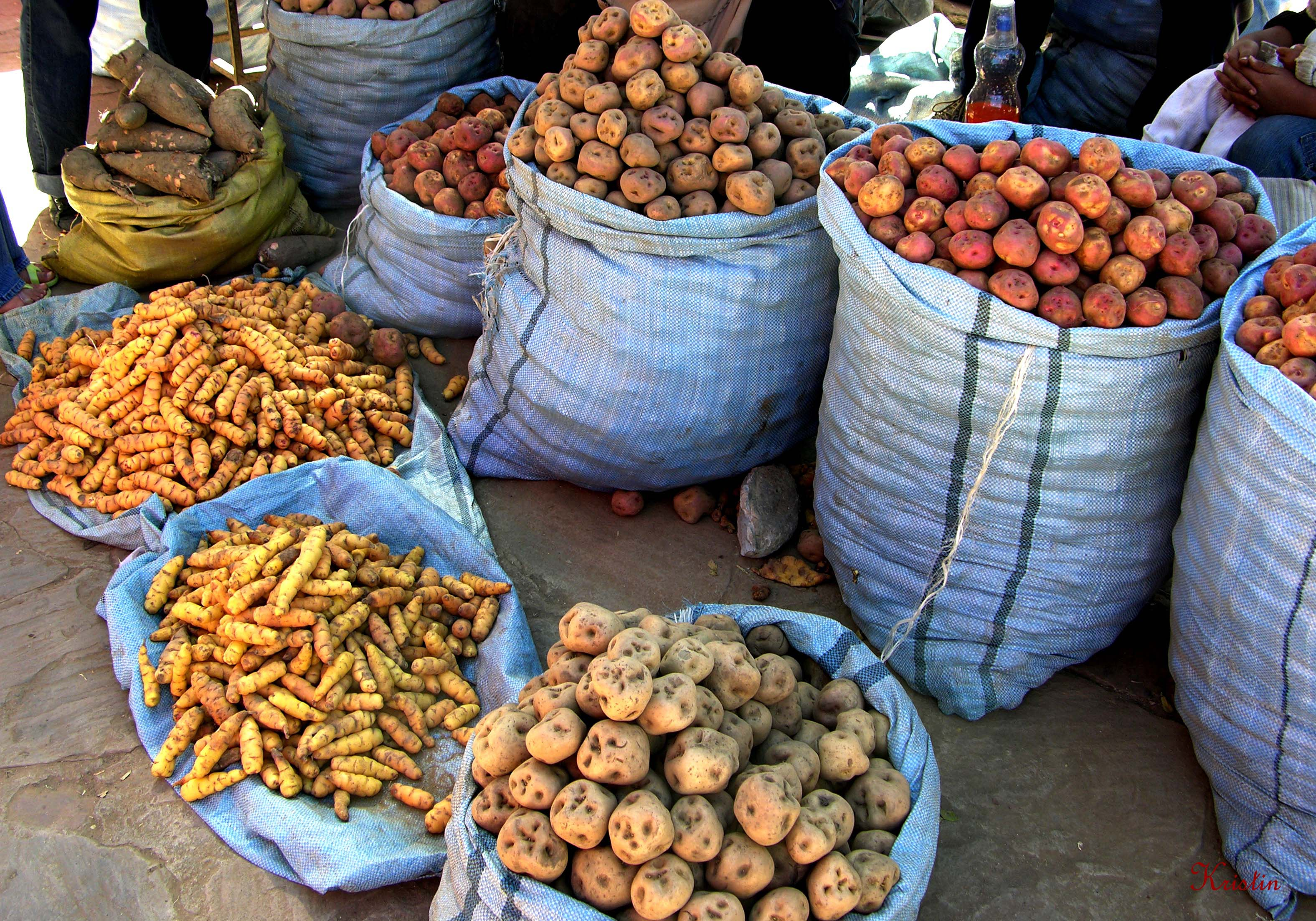
Pommes de terre et autres tubercules andins au marché de Cochabamba (Bolivie).

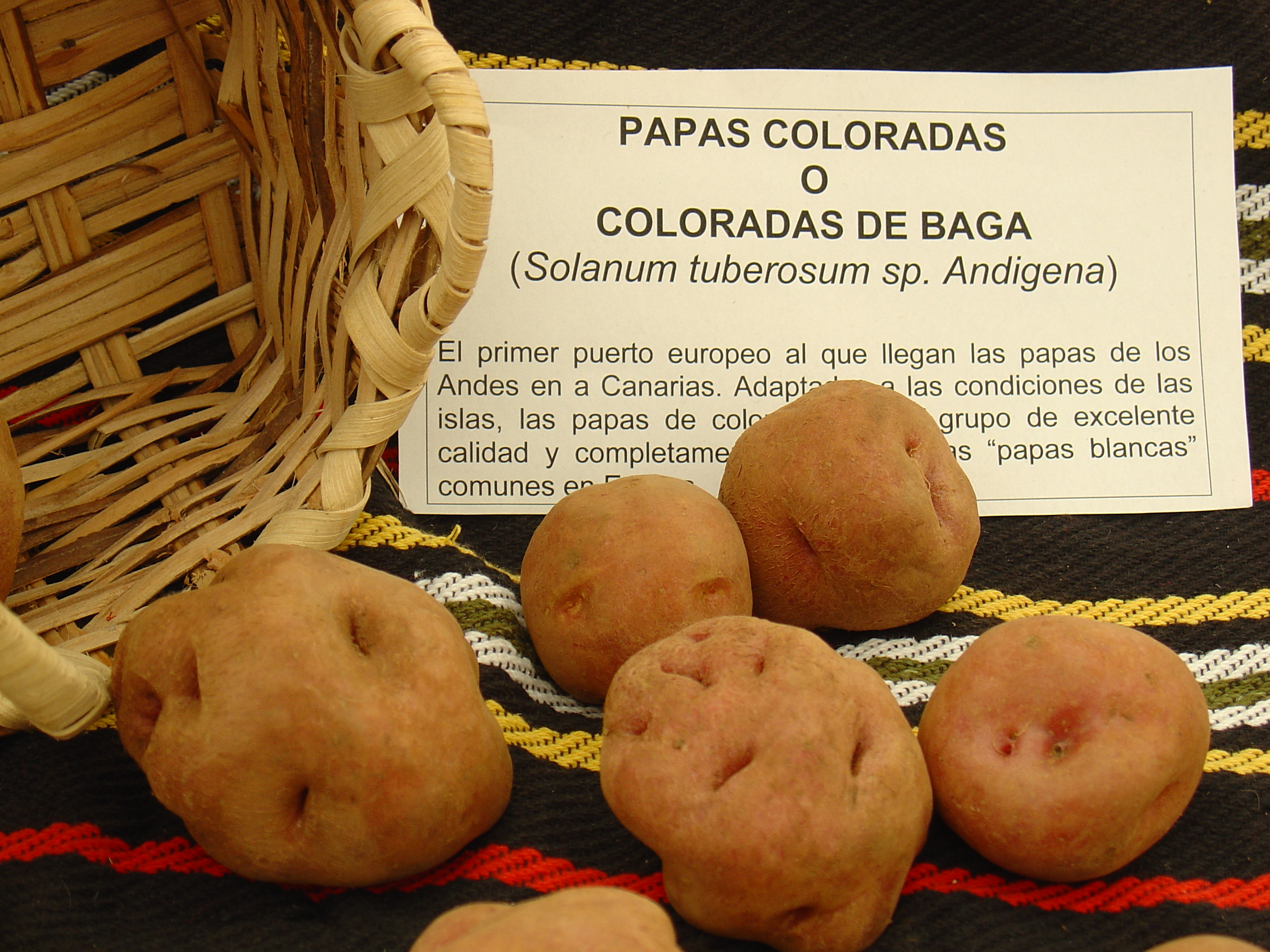
Papas coloradas, pommes de terre andines cultivées aux Canaries.

Les variétés indigènes d'Amérique du Sud, appelées localement « papas nativas », sont des variétés traditionnelles cultivées principalement dans les hauts-plateaux andins (l'Altiplano), surtout au Pérou et en Bolivie. Elles ne sont pratiquement pas cultivées en dehors de leur aire d'origine. Ces variétés sont très nombreuses. La banque de gènes du Centre international de la pomme de terre en détient plus de 4000.  
Ces variétés, qui se caractérisent par leur adaptation à un photopériodisme de jours courts, appartiennent essentiellement à la sous-espèce Solanum tuberosum subsp. andigenum, mais aussi à six espèces apparentées : Solanum ajanhuiri, Solanum chaucha, Solanum curtilobum, Solanum juzepczukii, Solanum phureja, Solanum stenotomum. Certaines, du fait de leur teneur élevée en glycoalcaloïdes ne peuvent être consommées qu'après transformation en chuño (pommes de terre amères).
Pour soutenir la production de ces pommes de terre traditionnelles, diverses initiatives ont été lancées dans les années 2000, dont la création au Pérou de la marque T’ikapapa destinée à les valoriser dans le commerce urbain.
Au Pérou, Le « parc de la pomme de terre » (Parque de la papa), zone de protection du patrimoine bioculturel indigène destinée à la conservation in situ des variétés indigènes, a été créé en 1997 dans la Vallée sacrée des Incas (département de Cuzco). Il devrait à terme regrouper 4 000 variétés.    
Dans le Sud du Chili, et particulièrement dans l'archipel de Chiloe, on trouve d'autres variétés indigènes de la sous-espèce Solanum tuberosum subsp. tuberosum, très proches génétiquement des pommes de terre européennes et adaptées comme elles à un photopériodisme de jours longs.